# フッ化タンタル(V)
フッ化タンタル(V)(Tantalum(V) fluoride)は、化学式TaF5の無機化合物である。タンタルの主要な化合物の1つである。他の五フッ化物と同様に揮発性であるが、固体のオリゴマーとして存在する。

## 合成と構造
五フッ化ニオブ(NbF5)と同様に、金属タンタルをフッ素ガスで処理することで合成される。
固体及び溶融状態のTaF5は、4つのTaF6中心が架橋するフッ化物中心により結合する四量体構造をとる。気体状態のTaF5は、D3h対称の三角錐形分子構造を取る。

## 反応と誘導体
固体状態でTaF5がクラスターを形成する傾向は、単量体がルイス酸であることを示している。実際に、TaF5はフッ化物源と反応し、[TaF6]-、[TaF7]2-、[TaF8]3-等のイオンを生成する。また、ジエチルエーテル等の中性のルイス塩基と付加物を形成する。
フッ化水素と組み合わせて、アルカンやアルケンのアルキル化や芳香族化合物のプロトン化の触媒として用いられる。TaF5-HF系は、SbF5-HF系とは異なり、還元環境下で安定である。フッ化物存在下では、対イオンの性質やフッ化水素の濃度に依存し、[TaF8]3-、[TaF7]2-、[TaF6]-等の陰イオンを形成する。フッ化水素濃度が高いと、HF2-を生じて六フッ化物を生じやすい。
[TaF7]2- + HF[TaF6]- + HF2-
塩M3TaF8は結晶化する。K+ = M+の時は、結晶は[TaF7]2-陰イオンとフッ化物からなり、Ta(V)には配位しない。M+ = M+の時は、結晶は[TaF8]3-の特徴を持つ。

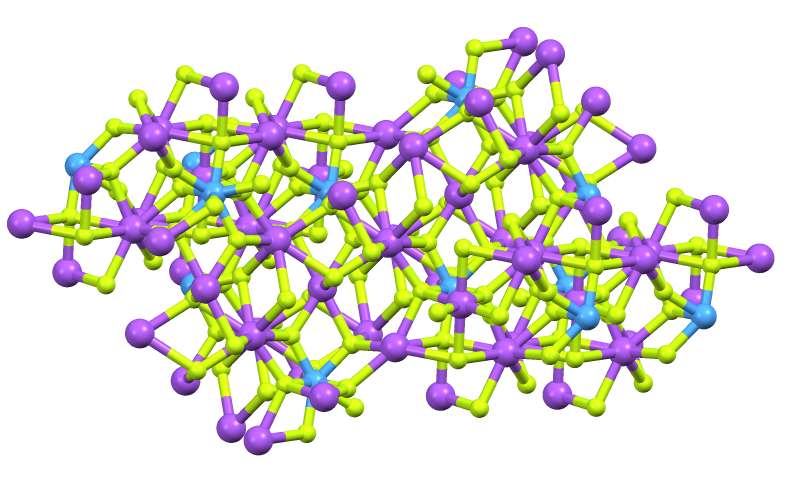
Na_{3}TaF_{8}の構造の一部（Ta=ターコイズ色、F=緑色）

### タンタルとニオブの分離
ジャン・マリニャックは、フッ化水素酸溶液からヘプタフルオロタンタル(V)酸カリウム(K2TaF7)を分別晶析させることで、ニオブとタンタルを分離した。この条件下でニオブは、K2TaF7よりも溶解度の高いK2NbOF5を形成する。K2TaF7をナトリウムで還元すると、金属タンタルが得られる。